# Museo Ziem
El museo Ziem está ubicado en el centro de la localidad de Martigues, en el departamento de Bouches-du-Rhone.
Se presenta sobre todo pintura de la Provenza del siglo XIX. 

## Orígenes
El museo Ziem fue creado en 1908 gracias al legado del pintor Félix Ziem (1821-1911) a la ciudad de Martigues de un boceto de Toulon, visita del presidente Emile Loubet a las escuadras francesas e italianas en abril de 1901. El museo está ubicado desde 1982 en un antiguo cuartel de Aduanas rehabilitado. Dedicado a las Bellas Artes en su creación, el Museo Municipal se ha enriquecido con numerosas colecciones de arqueología y arte contemporáneo, y con una colección etnográfica de gran tamaño. La obra pictórica de Félix Ziem está representada por muchos óleos y obras gráficas.

## Colecciones
En la colección del museo destacan:
- Las obras de Félix Ziem, paisajes de Venecia, Constantinopla y Martigues
- Pinturas de la Escuela de Marsella: Emile Loubon, Paul Guigou, Jean-Baptiste Olive
- Paisajes de Raoul Dufy, André Derain, Francis Picabia
- Colección de exvotos pintados y orfebrería: Tesoro de la Virgen
- Piezas y hallazgos arqueológicos de los yacimientos arqueológicos de Martigues[2]
- Arte Contemporáneo: Claude Viallat , André-Pierre Arnal, Ernest Pignon-Ernest

## Principales exposiciones en homenaje a Félix Ziem
- 1994: Félix Ziem, peintre voyageur, peintures
- 1995: Félix Ziem, peintre voyageur, oeuvres graphiques
- 2001: Félix Ziem, la traversée d'un siècle
- 2008: Le 19e siècle de Ziem  à l'occasion du centenaire du musée Ziem de Martigues
- 2011: Les Ziem du Petit Palais, Paris